# Ljudmila Kolčanova
Ljudmila Sergejevna Kolčanova (in russo Людмила Сергеевна Колчанова?; Šar'ja, 1º ottobre 1979) è una lunghista russa.

## Palmarès
| Anno | Manifestazione | Sede       | Evento         | Risultato | Prestazione | Note |
| ---- | -------------- | ---------- | -------------- | --------- | ----------- | ---- |
| 2006 | Europei        | Göteborg   | Salto in lungo | Oro       | 6,93 m      |      |
| 2007 | Mondiali       | Osaka      | Salto in lungo | Argento   | 6,92 m      |      |
| 2010 | Europei        | Barcellona | Salto in lungo | 5ª        | 6,75 m      |      |
| 2012 | Olimpiadi      | Londra     | Salto in lungo | 6ª        | 6,76 m      |      |
| 2013 | Mondiali       | Mosca      | Salto in lungo | 14ª (q)   | 6,53 m      |      |

## Altre competizioni internazionali
2008
- Coppa Europa di atletica leggera ( Annecy)